# 一本松インターチェンジ (奈良県)
一本松インターチェンジ（いっぽんまつインターチェンジ）は、奈良県奈良市針町にある名阪国道のインターチェンジである。

## 道路
- E25 名阪国道（25番）

## 接続道路
- 国道25号

## 周辺
- アテックス 奈良事業所
- ナパラゴルフクラブ 一本松コース

### バス停
インターの出入り口付近に一本松バスストップがあり、下記の便が停車する。
奈良交通
- 18系統 - 天理駅 行、針インター 行
- 21系統 - 天理駅 行、山辺高校 行

## 隣
E25 名阪国道
(23) 小倉IC - (24) 針IC/道の駅針T・R・S/針インターBS - (25) 一本松IC/国道一本松BS - (26) 福住IC - 高峰SA - (27) 五ヶ谷IC